# Färöische Fußballmeisterschaft der Frauen 1992
Die Färöische Fußballmeisterschaft der Frauen 1992 wurde in der 1. Deild genannten ersten färöischen Liga ausgetragen und war insgesamt die achte Saison. Sie startete am 2. Mai 1992 und endete am 12. September 1992.
Aufsteiger SÍ Sumba kehrte nach drei Jahren in die höchste Spielklasse zurück. Meister wurde Skála ÍF, die den Titel somit zum zweiten Mal erringen konnten. Absteigen musste hingegen erstmals Titelverteidiger ÍF Fuglafjørður als Gründungsmitglied der 1. Deild. Dies war das einzige Mal, dass der Meister des Vorjahres abstieg.
Im Vergleich zur Vorsaison verschlechterte sich die Torquote auf 2,98 pro Spiel, was nach 1993 den zweitniedrigsten Schnitt seit Einführung der 1. Deild 1985 bedeutete. Den höchsten Sieg erzielte KÍ Klaksvík am zwölften Spieltag mit einem 8:0 im Auswärtsspiel gegen SÍ Sumba, was zugleich das torreichste Spiel darstellte.

## Modus
In der 1. Deild spielte jede Mannschaft an 14 Spieltagen jeweils zwei Mal gegen jede andere. Die punktbeste Mannschaft zu Saisonende stand als Meister dieser Liga fest, die letzte Mannschaft stieg in die 2. Deild ab.

## Saisonverlauf

### Meisterschaftsentscheidung
Skála ÍF führte nach Siegen aus den ersten beiden Spielen die Tabelle an, musste die Führung jedoch nach einer 3:4-Niederlage im Auswärtsspiel gegen KÍ Klaksvík an VB Vágur abgeben, die ihrerseits zwei Siege und ein Unentschieden aus den ersten drei Spielen erreichten. Nach der 1:2-Heimniederlage im direkten Duell gegen Skála ÍF am fünften Spieltag wurden die Plätze zwischen beiden Mannschaften getauscht. Bis zum zwölften Spieltag gab Skála nur einen weiteren Punkt ab, dort verlor das Team jedoch zu Hause das Rückspiel gegen VB Vágur mit 0:1. Nach einem 0:0 im Auswärtsspiel gegen ÍF Fuglafjørður am nächsten Spieltag stand wieder VB Vágur auf Platz eins, die durch das 4:0 gegen B36 Tórshavn eine bessere Tordifferenz aufwiesen. Nur einen Punkt dahinter folgte KÍ Klaksvík, welche am letzten Spieltag zu Hause auf den Tabellenersten trafen. VB Vágur wurde hierbei mit 1:0 geschlagen. Meister wurde jedoch Skála ÍF durch ein 7:0 gegen HB Tórshavn.

### Abstiegskampf
Nachdem SÍ Sumba die ersten drei Spiele verloren hatte, folgte am vierten Spieltag durch ein 3:0 gegen ÍF Fuglafjørður der erste Sieg. ÍF verlor zudem am folgenden Spieltag das Heimspiel gegen den neuen Letztplatzierten HB Tórshavn mit 1:2 und befand sich daraufhin am Ende der Tabelle wieder. Bis auf das 2:2 im Auswärtsspiel gegen KÍ Klaksvík am ersten Spieltag wurden im weiteren Verlauf bis einschließlich des elften Spieltages alle Spiele verloren. Im Rückspiel gegen HB Tórshavn folgte mit dem 1:0-Auswärtssieg am zwölften Spieltag der erste doppelte Punktgewinn. Selbst das 0:0 am nächsten Spieltag im Heimspiel gegen Skála ÍF nützte jedoch im Bezug auf den Klassenerhalt nichts mehr, da HB Tórshavn durch den 1:0-Heimsieg gegen SÍ Sumba auf uneinholbare vier Punkte davonzog.

## Abschlusstabelle
| Pl. | Verein              | Sp. | S  | U | N  | Tore    | Diff. | Punkte |
| --- | ------------------- | --- | -- | - | -- | ------- | ----- | ------ |
| 1.  | Skála ÍF            | 14  | 10 | 2 | 2  | 033:900 | +24   | 22:60  |
| 2.  | KÍ Klaksvík         | 14  | 9  | 3 | 2  | 038:190 | +19   | 21:70  |
| 3.  | VB Vágur            | 14  | 9  | 2 | 3  | 028:900 | +19   | 20:80  |
| 4.  | B36 Tórshavn (P)    | 14  | 6  | 4 | 4  | 026:230 | +3    | 16:12  |
| 5.  | EB Eiði             | 14  | 4  | 2 | 8  | 009:210 | −12   | 10:18  |
| 6.  | SÍ Sumba (N)        | 14  | 4  | 1 | 9  | 009:290 | −20   | 09:19  |
| 7.  | HB Tórshavn         | 14  | 3  | 2 | 9  | 009:300 | −21   | 08:20  |
| 8.  | ÍF Fuglafjørður (M) | 14  | 2  | 2 | 10 | 015:270 | −12   | 06:22  |

| (N) | Aufsteiger       |
| (M) | Meister 1991     |
| (P) | Pokalsieger 1991 |

## Spiele und Ergebnisse
|                 | B36 | EB  | HB  | ÍF  | KÍ  | Sumba | Skála | VB  |
| --------------- | --- | --- | --- | --- | --- | ----- | ----- | --- |
| B36 Tórshavn    |     | 2:1 | 1:1 | 0:5 | 4:1 | 3:0   | 0:1   | 1:1 |
| EB Eiði         | 1:1 |     | 2:0 | 1:0 | 0:3 | 0:2   | 0:1   | 0:0 |
| HB Tórshavn     | 0:2 | 2:1 |     | 0:1 | 0:4 | 1:0   | 0:5   | 0:1 |
| ÍF Fuglafjørður | 2:5 | 1:2 | 1:2 |     | 0:3 | 0:1   | 0:0   | 2:3 |
| KÍ Klaksvík     | 3:3 | 2:0 | 2:2 | 2:2 |     | 3:0   | 4:3   | 1:0 |
| SÍ Sumba        | 1:3 | 0:1 | 1:0 | 3:0 | 0:8 |       | 0:0   | 0:5 |
| Skála ÍF        | 2:1 | 4:0 | 7:0 | 2:1 | 4:0 | 2:1   |       | 0:1 |
| VB Vágur        | 4:0 | 3:0 | 2:1 | 3:0 | 1:2 | 3:0   | 1:2   |     |

## Torschützenliste
Bei gleicher Anzahl von Treffern sind die Spielerinnen nach dem Nachnamen alphabetisch geordnet.
| Platz | Spieler            | Mannschaft      | Tore |
| ----- | ------------------ | --------------- | ---- |
| 1     | Malan Klakkstein   | KÍ Klaksvík     | 18   |
| 2     | Mary Krosslá       | VB Vágur        | 14   |
| 3     | Sóley Mikkelsen    | Skála ÍF        | 12   |
| 4     | Jóhanna á Bergi    | B36 Tórshavn    | 07   |
| 4     | Sólvá Hansen       | Skála ÍF        | 07   |
| 6     | Ingun Hansen       | Skála ÍF        | 06   |
| 6     | Judith E. Joensen  | B36 Tórshavn    | 06   |
| 6     | Marjun Klakkstein  | KÍ Klaksvík     | 06   |
| 9     | Sólvá Eystberg     | KÍ Klaksvík     | 05   |
| 9     | Linda Zachariassen | ÍF Fuglafjørður | 05   |

## Spielstätten
| Mannschaft      | Stadion          | Spielort     |
| --------------- | ---------------- | ------------ |
| B36 Tórshavn    | Gundadalur       | Tórshavn     |
| EB Eiði         | Á Mølini         | Eiði         |
| HB Tórshavn     | Gundadalur       | Tórshavn     |
| ÍF Fuglafjørður | Í Fløtugerði     | Fuglafjørður |
| KÍ Klaksvík     | Við Djúpumýrar   | Klaksvík     |
| SÍ Sumba        | Á Krossinum      | Sumba        |
| Skála ÍF        | Undir Mýruhjalla | Skáli        |
| VB Vágur        | Á Eiðinum        | Vágur        |

## Schiedsrichter
Folgende Schiedsrichter leiteten die 56 Erstligaspiele (zu drei Spielen fehlen die Daten):
| Name                | Stammverein   | Spiele |
| ------------------- | ------------- | ------ |
| Martin Brekká       | ÍF Streymur   | 04     |
| Petur Erhard Kjærbo | SÍ Sumba      | 03     |
| James Olsen         | Skála ÍF      | 03     |
| Ove Heinesen        | LÍF Leirvík   | 02     |
| Sunleiv Højgaard    | NSÍ Runavík   | 02     |
| Niklas á Líðarenda  | GÍ Gøta       | 02     |
| Jógvan Olsen        | B36 Tórshavn  | 02     |
| John Olsen          | LÍF Leirvík   | 02     |
| Preben Olsen        | VB Vágur      | 02     |
| Andreas Poulsen     | GÍ Gøta       | 02     |
| Ólavur Weihe        | Fram Tórshavn | 02     |

Weitere 27 Schiedsrichter leiteten jeweils ein Spiel.

## Die Meistermannschaft
In Klammern sind die Anzahl der Einsätze sowie die dabei erzielten Tore genannt.
| 1. | Skála ÍF |
|    | Borglis Fagradal (13/1) \| Ingun Hansen (14/6) \| Sólvá Hansen (14/7) \| Anita Hermansen (3/0) \| Paula B. Jacobsen (14/0) \| Sonja Jacobsen (4/1) \| Alma Joensen (13/0) \| Marjun Johansen (14/2) \| Eyðbjørg Lervig (14/0) \| Marjun Mikkelsen (14/2) \| Sóley Mikkelsen (13/12) \| Palma Petersen (4/1) \| Christine Stenfors (10/0) \| Juliet Trúgvadóttir (8/0) \| Petra Weihe (11/0) ohne Einsatz: Tórhild Hansen \| Diana Heinesen \| Jónrit Jensen \| Vivian Matras \| Birna Mikkelsen - Trainer: Álvur Hansen |

## Nationaler Pokal
Im Landespokal gewann Meister Skála ÍF mit 2:1 gegen VB Vágur und erreichte dadurch das Double.